# Elektronisch huisarrest

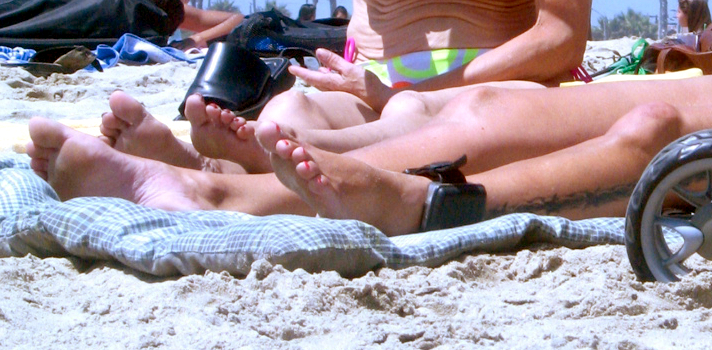
Een vrouw draagt een enkelband op het strand.

Elektronisch huisarrest is het opsluiten van een veroordeelde (of een verdachte ter vermijding van voorarrest) in zijn eigen huis, gecontroleerd met elektronische middelen.
Iemand die door een vonnis van een rechtbank elektronisch huisarrest opgelegd heeft gekregen draagt aan zijn lichaam, gewoonlijk aan een band om zijn enkel, een zendertje. Dit kan niet worden verwijderd zonder de bewakende instantie te alarmeren. De zender staat met een meldkamer in verbinding. Wanneer de veroordeelde tegen de afspraken in zijn woning heeft verlaten wordt dit daar opgemerkt en stelt men direct de regionale politie op de hoogte.
Elektronisch huisarrest werd in Nederland in de jaren negentig wettelijk mogelijk gemaakt als alternatief voor gevangenisstraf. Het wordt gewoonlijk bij wat zwaardere misdrijven toegepast. Ook kan het laatste gedeelte van een gevangenisstraf op deze wijze worden ondergaan. De achterliggende gedachte is tweeledig: men wil kosten besparen en  de negatieve gevolgen van gevangenisstraf voorkomen. Gewoonlijk krijgt een veroordeelde die elektronisch huisarrest ondergaat een even lange straf als het strafrecht in andere gevallen aan hechtenis zou voorschrijven. Indien de veroordeelde zijn huisarrest verbreekt dan wordt hij alsnog in een gevangenis geplaatst.
Er is in Nederland een consultatieversie gepubliceerd van de Wijziging van de Penitentiaire beginselenwet, de Beginselenwet verpleging ter beschikking gestelden, de Beginselenwet justitiële jeugdinrichtingen en enige andere wetten in verband met de eigen bijdrage voor verblijf in een justitiële inrichting. Overeenkomstig de eigen bijdrage bij detentie zullen elektronisch gedetineerden de enkelband die zij dragen huren.

## Elektronisch toezicht
Elektronische detentie moet niet verward worden met elektronisch toezicht. De term elektronisch toezicht ziet op de elektronische middelen waarmee wordt gecontroleerd of een persoon de voorwaarden of verplichtingen naleeft die in justitieel kader zijn opgelegd. Dit wordt weliswaar toegepast bij elektronische detentie, maar het kan ook worden toegepast in het kader van een voorwaardelijke veroordeling of een voorwaardelijke invrijheidstelling, of in het kader van de schorsing van voorlopige hechtenis. Elektronisch toezicht kan worden toegepast met het oog op het controleren van een verbod om gedurende bepaalde periodes een bepaalde plaats (vaak de eigen woning) te verlaten, maar ook in het kader van een contact- of straatverbod ten behoeve van een (vermeend) slachtoffer (waarbij een zender/ontvanger in de woning van het slachtoffer een alarmmelding geeft indien de betrokkene er te dicht bij in de buurt komt). Ook kan elektronisch toezicht het permanent bijhouden van de locatie van een persoon door middel van gps omvatten.
In België wordt het elektronisch toezicht beheerd door de Justitiehuizen. Sinds 2014 kan het toegepast worden in het kader van een voorlopige hechtenis en sinds mei 2016 kan een autonome straf onder elektronisch toezicht ook als hoofdstraf opgelegd worden. Vanaf 28 juli 2018 dient zo’n straf onder elektronisch toezicht steeds minimaal 1 maand te duren.